# Цап Юрій Олексійович
Юрій Олексійович Цап (нар. 22 липня 1992) — український фехтувальник на шаблях серед чоловіків 

## Спортивна кар'єра
У жовтні 2010 року виграв срібну медаль чемпіонату Європи серед юніорів.
У 2015 році разом із Богданом Платоновим, Євгеном Стаценком та Дмитром Раскосовим виграв срібну медаль у командній шаблі на Універсіаді в Кванджу.
У 2019 році вперше зумів вийти в основну сітку чемпіонату світу, де в першому поєдинку поступився Камілю Ібрагімову (5:15).
На чемпіонату Європи 2022 року показав своє найвище досягнення у кар'єрі на континентальній першості, посівши 11 місце.
На цих змаганнях, у команді із Богданом Платоновим, Василем Гуменом та Андрієм Ягодкою неочікувано виграв срібні нагороди, поступившись у фіналі титулованій збірній Угорщини (39:45).